# Sleeping Lady

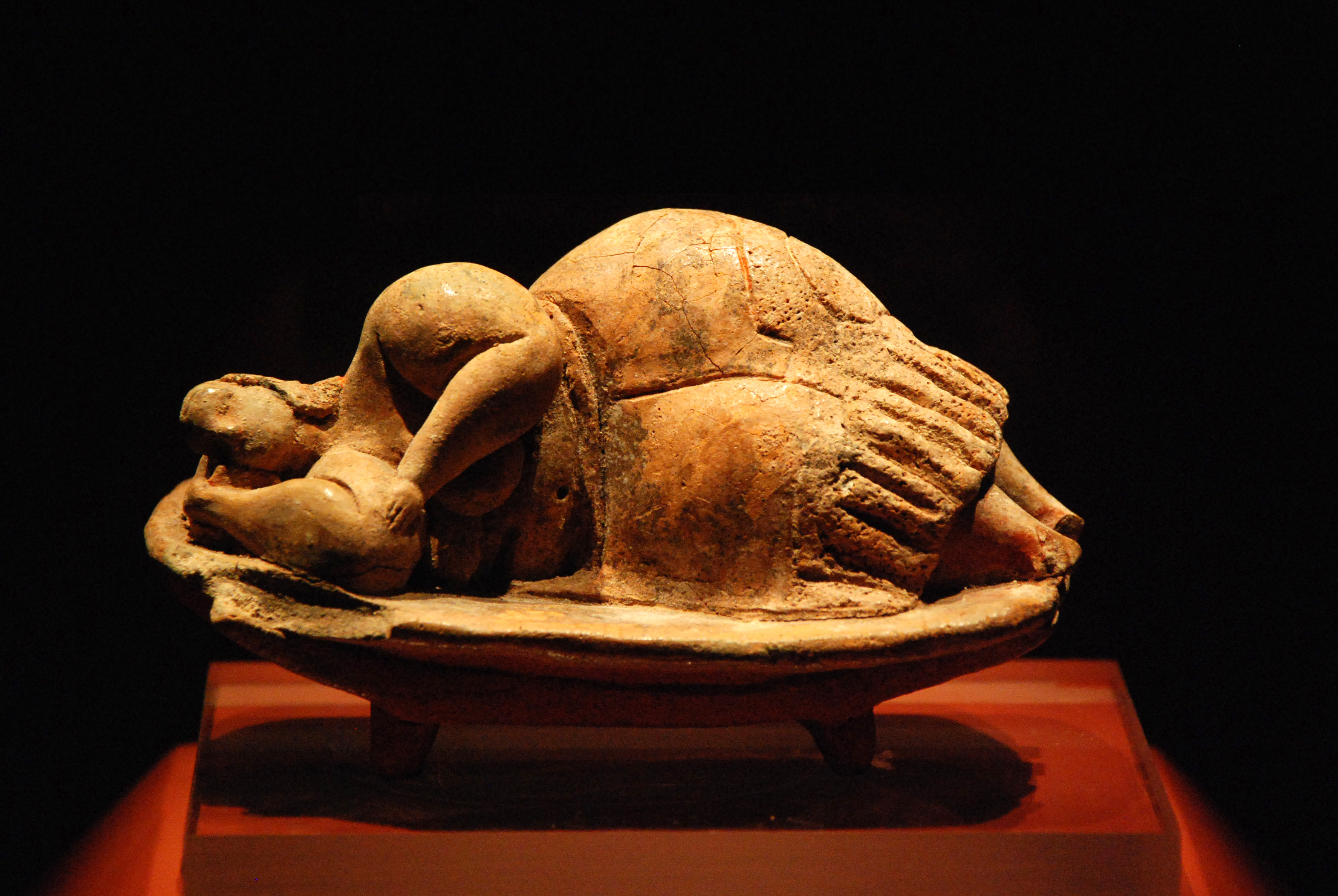
Die Schlafende aus dem Hypogäum von Hal Saflieni

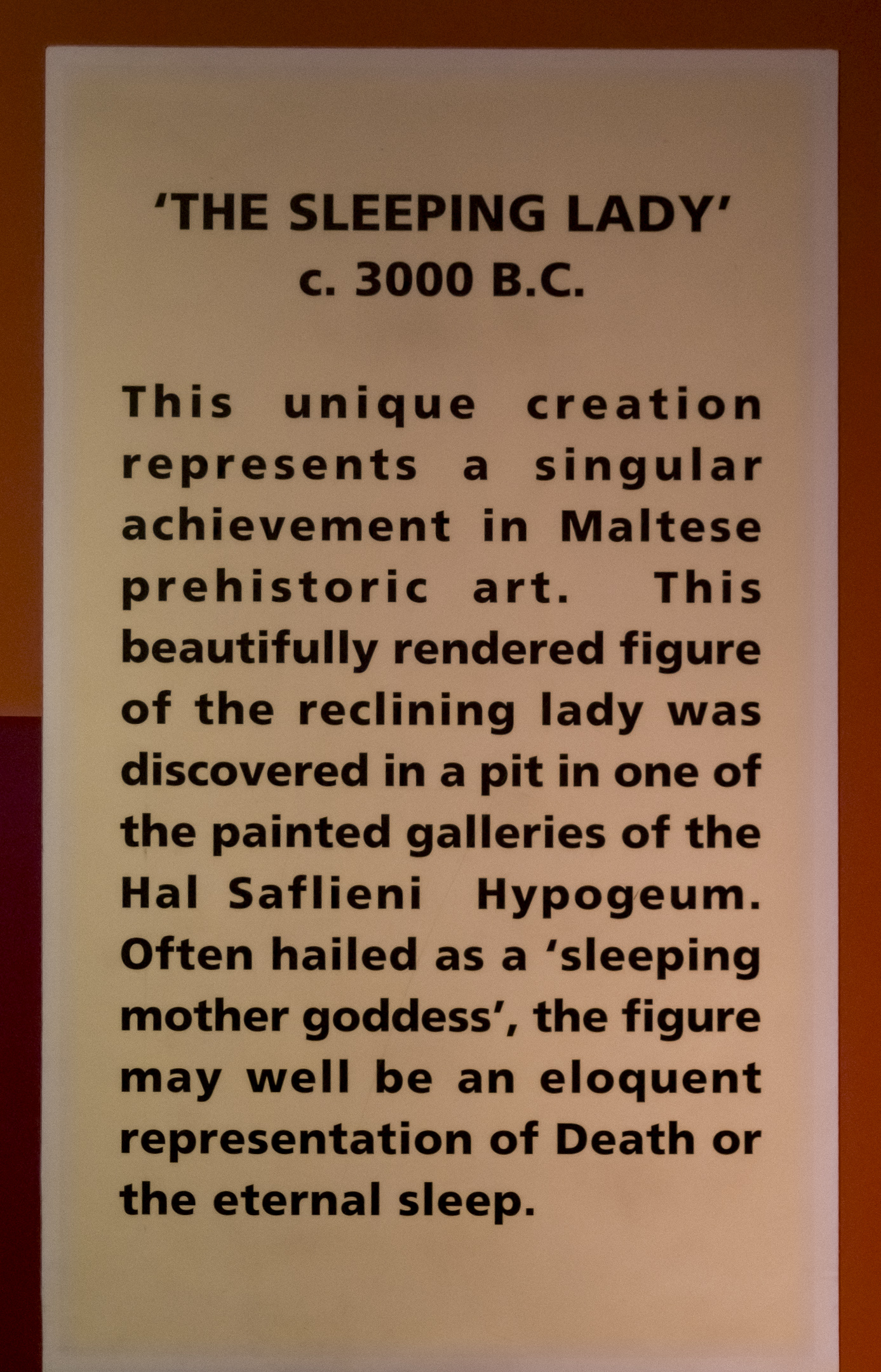
Beschreibung der Statue, wie sie im Museum ausgestellt ist

Die Sleeping Lady gehört als Besonderheit zu den figürlichen Plastiken auf Malta. Sie wird als Muttergottheit verstanden und auch als dicke Dame bezeichnet. Sie wurde gemeinsam mit dem Torso einer androgynen Plastik im Hypogäum von Hal Saflieni gefunden und wird im archäologischen Museum von Malta ausgestellt. Die kleine Skulptur aus Alabaster ist lediglich 12,2 cm lang. Die Figurine wird auch als eine Darstellung des Tempelschlafs gedeutet.